# Lamposaari (ö i Södra Karelen, Villmanstrand, lat 61,34, long 28,18)
Lamposaari är en ö i Finland. Den ligger i sjön Saimen och i kommunen Taipalsaari i den ekonomiska regionen  Villmanstrands ekonomiska region  och landskapet Södra Karelen, i den södra delen av landet, 220 km nordost om huvudstaden Helsingfors. Öns area är 30,4 hektar och dess största längd är 1,1 kilometer i sydöst-nordvästlig riktning.